# NGC 4318
NGC 4318 је елиптична галаксија у сазвежђу Девица која се налази на NGC листи објеката дубоког неба.
Деклинација објекта је + 8° 11' 57" а ректасцензија 12h 22m 43,2s. Привидна величина (магнитуда) објекта NGC 4318 износи 13,2 а фотографска магнитуда 14,2. Налази се на удаљености од 16,8000 милиона парсека од Сунца. NGC 4318 је још познат и под ознакама UGC 7446, MCG 2-32-15, CGCG 42-59, ARAK 359, VCC 575, CGCG 70-33, PGC 40122.